# Enchelycore anatina
Enchelycore anatina är en fiskart som först beskrevs av Lowe, 1838.  Enchelycore anatina ingår i släktet Enchelycore och familjen Muraenidae. Inga underarter finns listade i Catalogue of Life.